# Canadian Rangers

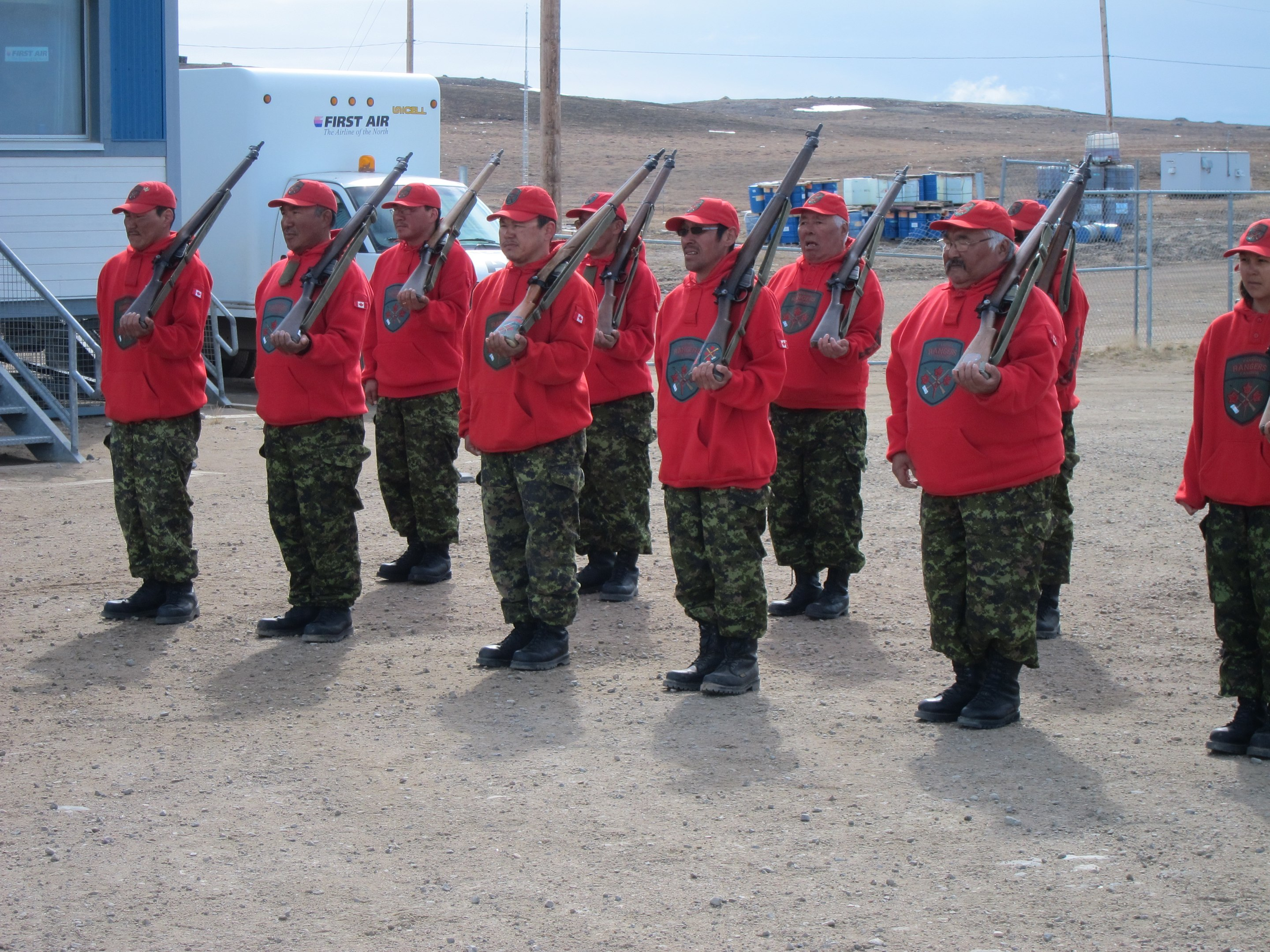
En patrull från Canadian Rangers vid en formell inspektion 2011.

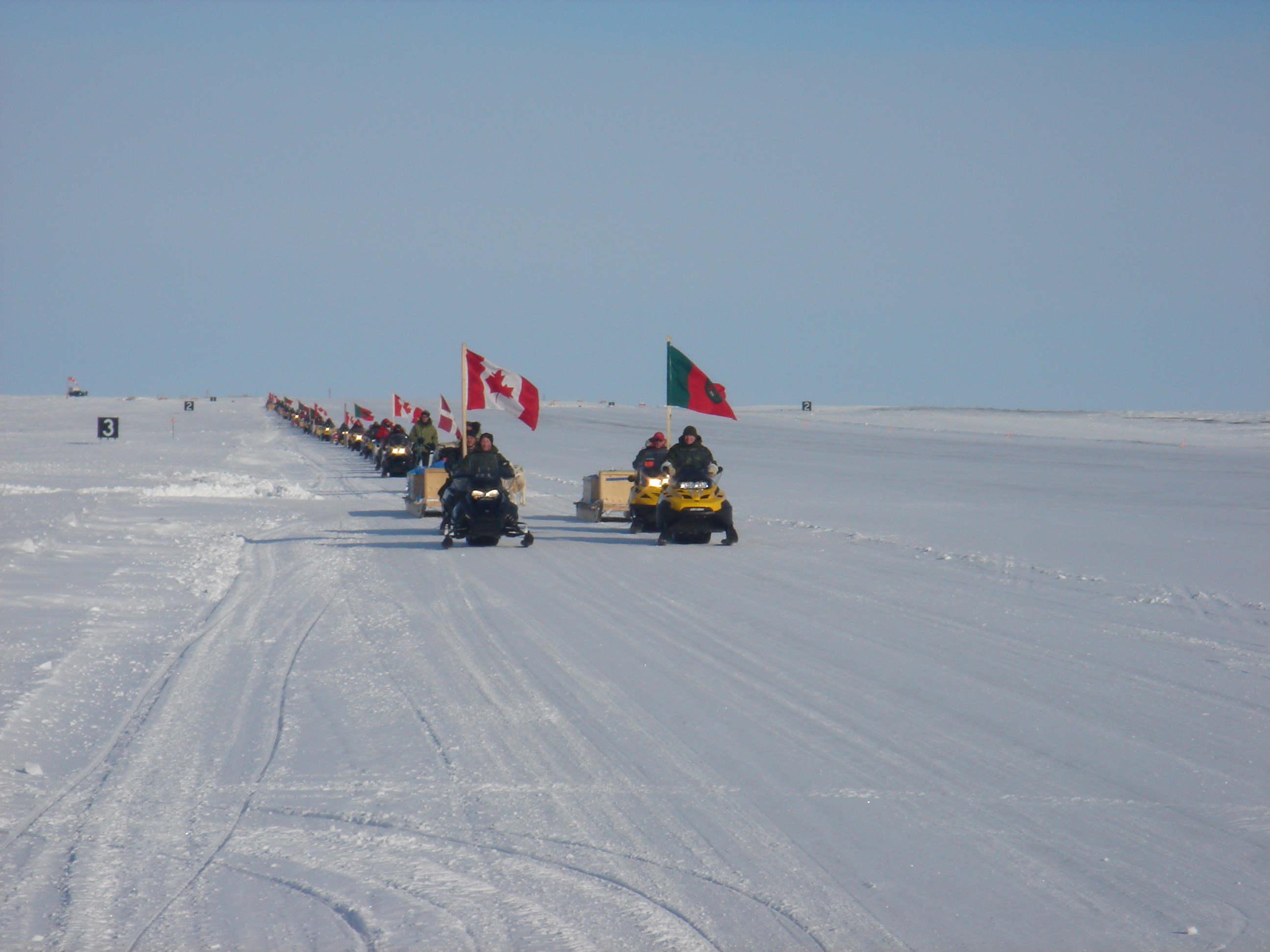
Paradering med snöskotrar vid en övning 2010.

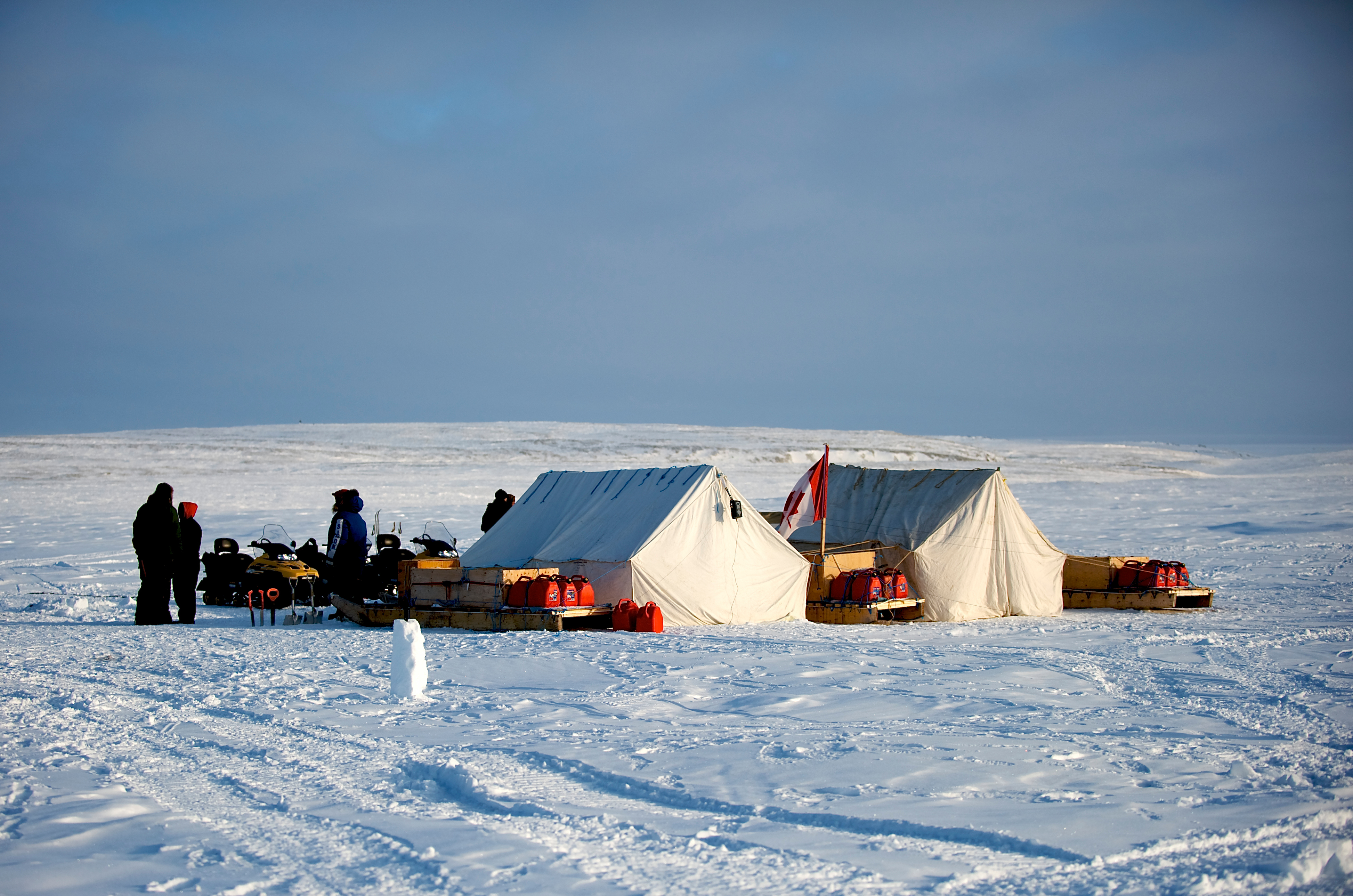
En patrull från Canadian Rangers har slagit läger på tundran.

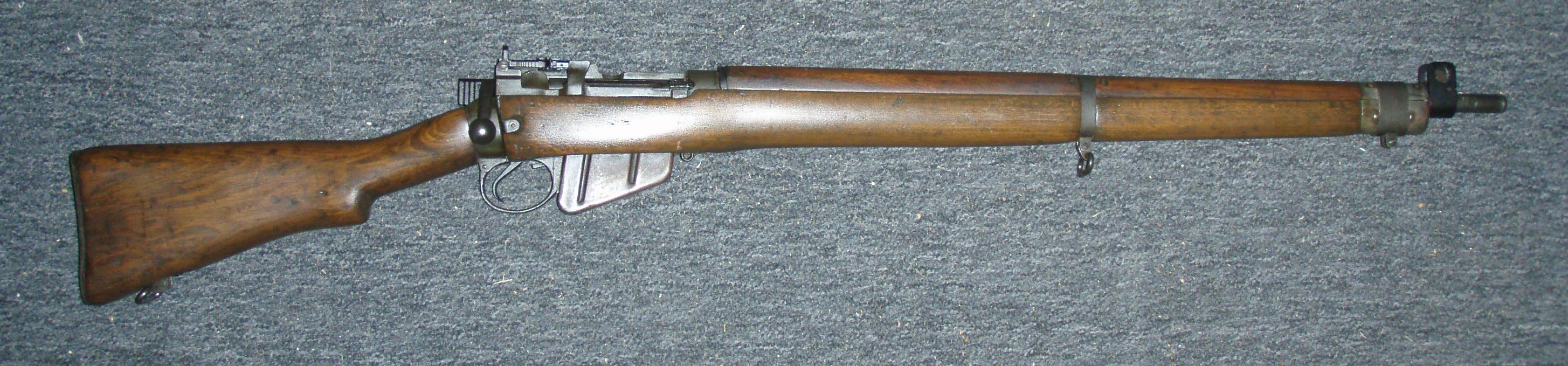
Repetergevär Lee-Enfield No. 4 Mk I* var Canadian Rangers standarbeväpning mellan åren 1947 - 2017. Vapnet var inte avsett för strid, utan för jakt och självförsvar framförallt mot isbjörn. Sedan 2018 används Colt Canada C19 tillverkad av finska Tikka.

Canadian Rangers är en hemvärnsorganisation med cirka 4 200 hemvärnsmän i Kanadas nordliga glesbygdsområden vilken bildades 1947. 

## Status
Canadian Rangers utgör en särskild komponent av den kanadensiska försvarsmaktens reserv vilken skall uppställa lätt utrustade, självförsörjande rörliga styrkor för att understödja ingripanden vid kränkningar av Kanadas territorium och för att understödja andra inhemska militära operationer.

## Uppdrag
- Ingripanden vid kränkningar av Kanadas territorium
  - Genomföra, delta i och understödja patrullverksamhet
  - Patrullera de arktiska radarstationerna
  - Rapportera misstänkta eller ovanliga aktiviteter
  - Insamla data av militär betydelse
- Övriga inhemska militära operationer
  - Genomföra övervakning av kust- och inlandsvatten
  - Ställa lokal kunskap och expertis till förfogande (vägvisare och rådgivare)
  - Delta i sjö- och flygräddningsoperationer
  - Katastrofinsatser
  - Biträde åt federala, regionala och kommunala myndigheter
- Militär närvaro i lokalsamhället
  - Instruera, utveckla och leda hemvärnsungdomen (Junior Canadian Rangers)
  - Medverka i lokala aktiviteter (nationaldagen, vapenstilleståndsdagen etc)[1]

## Organisation
Canadian Rangers är organiserade i fem patrullgrupper (CRPG) med sammanlagt 163 patruller.
- 1 CRPG omfattar Yukon, Northwest Territories och Nunavut. Stab: Yellowknife, Northwest Territories. Patruller: 58. Hemvärnssoldater: 1575.
- 2 CRPG omfattar norra Québec och har 23 patruller. Hemvärnssoldater: 696.
- 3 CRPG omfattar norra Ontario och har 15 patruller. Hemvärnssoldater: 422.
- 4 CRPG omfattar norra Alberta, Saskatchewan och nordvästra British Columbia och har 38 patruller. Stab: Victoria, British Columbia. Hemvärnssoldater: 695.
- 5 CRPG omfattar Newfoundland och Labrador med 29 patruller. Hemvärnssoldater: 743.[2]